# ميلايم راما
ميلايم راما (29 فبراير 1976 صربيا - ) هو لاعب كرة قدم سويسري.

## روابط خارجية
- ميلايم راما على موقع قاعدة بيانات كرة القدم.إي يو (الإنجليزية)
- ميلايم راما على موقع ناشيونال فوتبول تيمز (الإنجليزية)
- ميلايم راما على موقع Soccerway.com (الإنجليزية)
- ميلايم راما على موقع عالم كرة القدم.نت (الإنجليزية)